# Tatra
Татра је чешки произвођач камиона, а некада и аутомобила са седиштем у Копривњицама. Компанију је основао Игнац Шустала (чеш. Ignác Šustala) 1850. године као Schustala & Company, а касније је преименована у Nesselsdorfer Wagenbau-Fabriksgesellschaft, која је производила кочије и приколице.
Татра је 1897. године произвела први аутомобил у централној Европи, који се звао Präsident. 1918. компанија мења назив у Kopřivnická vozovka a.s, а већ 1919. године користи назив Татра, по планинском венцу Татре, које се налазе на граници тада Чехословачке и Пољске (данас Словачке и Пољске).
Хитлер је био одушевљен Татриним, у оно време, напредним аутомобилима, које је конструисао Аустријанац Ханс Ледвинка. По налогу Хитлера, Фердинанд Порше конструише Бубу, која је изузетно личила на Татру V570 и по дизајну и по боксер мотору са ваздушним хлађењем и другим техничким решењима. Татра је због тога покренула судску парницу, али је одмах након немачке анексије Чехословачке 1938. године прекинута. Парница је поново покренута после Другог светског рата и 1961. године донета је пресуда у корист Татре, тако што је Фолксваген морао платити одштету од 3 милиона немачких марака.
Током Другог светског рата производила је камионе и цистерне за окупациону немачку војску. Производња путничких аутомобила престала је 1999. године, а компанија данас производи само камионе. Бренд је познат по чешком рели возачу Карелу Лопрајсу, који је од 1988. до 2001. године освајао шест пута трке на Дакар релију са камионом Татра 815.

## Модели

### Путнички аутомобили
Пре него је компанија преименована у Татра.
- NW Präsident
- NW A
- NW B
- NW C
- NW D
- NW E
- NW Elektromobil
- NW F
- NW J
- NW L
- NW S
- NW T
- NW U

Након усвајања имена Татра
- Татра 10 (1923 - 1925)
- Татра 11 (1923 - 1926)
- Татра 12 (1926 - 1934)
- Татра 17 (1925 - 1927)
- Татра 20 (1923 - 1925)
- Татра 26
- Татра 30
- Татра 52
- Татра 54
- Татра 57 (1932 - 1935) Татра 57 A (1936 - 1938) и Татра 57 B (1938 - 1949)
- Татра 70 (1931 - 1932) Татра 70 А (1934 - 1947)
- Татра 75 (1933 - 1942)
- Татра 77 (1934 - 1935)
- Татра 77А (1935 - 1936)
- Татра 80 (1931 - 1935)
- Татра 87
- Татра 97
- Татра 600 Татраплан
- Татра 603
- Татра 613
- Татра 623
- Татра 700

### Камиони
- NW First Truck
- NW TL-2
- NW TL-4
- Татра 13
- Татра 22
- Татра 23
- Татра 24
- Татра 25
- Tatra 26
- Татра 27
- Татра 28
- Татра 29
- Татра 43
- Татра 49
- Татра 52
- Татра 72
- Татра 74
- Татра 79
- Татра 81
- Татра 82
- Татра 85
- Татра 92
- Татра 93
- Татра 111
- Татра 114
- Татра 115
- Татра 128
- Татра 138
  - OT-64 SKOT Татра мотор са погоном 8×8 оклопни транспортер
- Татра 141
- Татра 147
- Татра 148
- Татра 158 Феникс
- Татра 163 Јамал
- Татра 700
- Татра 805
- Татра 810 ANTS
- Татра 813
  - RM-70 8×8 оклопно вишецевни бацач ракета на бази Татра T813
- Татра 815, 815-2 и TerrNo1
  - Tatrapan 6×6 оклопно вишецевни бацач ракета на бази шасије Татра 815.
- Татра 816
  - Armax Trucks 4×4, 6×6 and 8×8 мотор Татра са ваздушним хлађењем и мењач производње Татра
  - Force Специјални камион са мотором са воденим хлађењем и аутоматски мењач
- Татра 817

### Аутобуси
- Татра 24
- Татра 27
- Татра 43
- Татра 72 (1933 – 1937)
- Татра 114
- Татра 500 ХБ (1950 – 1957)

## Татра авиони
У Ringhoffer-Tatra Works ltd. произвела неколико авиона и аеро-мотора током 1930 и 1940-их до анексије од стране Немачке, а након анексије производња авиона се одвијала по налогу Министарства ратног ваздухопловства нацистичке Немачк. Међу авиона произведени су следећи модели:

### Модели произведени по лиценци:
- Tatra T.126 (Авро 626 Авиан)
- Татра Т.131 (Бикер Bü 131 Јунгман)

### Модели авиона произведени на бази сопственог развоја
- Татра Т.001
- Татра Т.002
- Татра Т.003
- Татра Т.101
- Татра Т.201
- Татра Т.301
- Татра Т.401

### Авионски мотори
- Татра 100
- Татра 101
- Татра 102
- АТ-714

## Галерија
- Präsident
- Татра V570
- Татра 603
- Татра 815